# Billy Biber
Billy Biber ist der Name zweier aufeinander aufbauender Geschicklichkeitsspiel für Kinder des deutschen Spieleautors Kai Haferkamp, die im Jahr 2008 und 2009 bei dem Ravensburger Spieleverlag erschienen sind. In beiden Spielen versuchen die Mitspieler möglichst viele Baumstämme aus einem Damm zu entfernen, ohne dass dieser wackelt oder einstürzt. Sie ähneln darin anderen Geschicklichkeitsspielen wie etwa Jenga, wird jedoch mit Rundhölzern gespielt.

## Thema und Ausstattung
Bei beiden Spielen versuchen die Spieler möglichst geschickt Baumstämme auf einem Stapel zu entfernen, ohne den darauf stehenden Biber wackeln oder umfallen zu lassen.
Das Spielmaterial besteht neben einer Spielanleitung jeweils aus einer Flusslandschaft mit einem Fluss und zwei Seitenteilen (Felsen), 42 bzw. 37 Holzstämmen, einer Biberfigur „Billy Biber“ (in der Version von 2008 als Kunststofffigur mit Batterie, in der von 2009 als Holzfigur) und einem Stab. Bei der großen Version von 2008 sind die Holzstämme zusätzlich in drei Farben orange, gelb und braun mit entsprechenden Scheiben vorhanden, zudem gibt es einen Stickerbogen mit 42 Zauberfolien-Aufklebern (27 Jahresringe, 9 Würmer und 6 Sterne). In der Version von 2009, die in einer kleineren Schachtel verpackt ist, wird die Flusslandschaft in der Schachtel aufgebaut, zudem gibt es in dieser Version acht Meckerchips.

## Spielweise

### Billy Biber 2008
Vor dem Spiel wird das Spielmaterial aufgebaut. Dafür werden die Baumstämme zusammengesteckt, indem jeweils eine Scheibe in das farblich passende offene Ende des Stammes eingeklickt wird. Das jeweils glatte Ende wird mit einem Zauberfolien-Aufkleber der entsprechenden Farbe beklebt. Danach werden die Uferteile auf das Bachteil gestellt und so die Flusslandschaft aufgebaut. In die Flusslandschaft werden die Baumstämme gleichmäßig zu einem Stapel aufgebaut, die Biberfigur wird oben so auf dem Stapel platziert, dass sie auf zwei Stämmen liegt.
Beginnend mit dem Startspieler versuchen die Mitspieler reihum mit dem Stab jeweils einen Holzstamm aus dem Stapel zu schieben und so zu entfernen, ohne dass der Rest des Stapels sich bewegt oder zusammenfällt. Gelingt dies, ohne dass die Biberfigur verrutscht, kann der Spieler den Holzstamm nehmen. Er überprüft dann den Aufkleber, indem er ihn mit dem Daumen erwärmt. Zeigt der Aufkleber Jahresringe, kann er den Stamm behalten und gibt den Stab weiter, zeigt er einen Stern, darf der Spieler nochmal spielen. Zeigt der Stamm einen Holzwurm, legt er ihn beiseite und legt ihn beim nächsten Aufbau wieder mit in den Holzstapel. Verrutscht der mit einem Soundmodul versehene Biber auf dem Stapel, beginnt er zu meckern und der Spieler muss die entfernten Stämme zurückgelegen, alle Holzwurmstämme wieder mit in den Stapel bringen und den Biber wieder auf zwei Stämme auf den Stapel legen.
Gewinner ist der Spieler, der als Erster zwei braune, zwei orange und zwei gelbe Stämme gesammelt hat, die als Symbol Jahresringe oder einen Stern zeigen. Stämme mit dem Symbol Holzwurm sind dagegen wertlos.

### Billy Biber 2009
Vor dem Spiel wird die Flusslandschaft in der Spieleschachtel aufgebaut. Die Holzstämme werden zu einem gleichmäßigen Stapel zwischen den beiden Felsen aufgeschichtet und die Biberfigur wird oben so auf dem Stapel platziert, dass sie auf zwei Stämmen steht. Jeder Mitspieler bekommt zwei Meckerchips, der Startspieler zudem den Stab, mit dem die Stämme entfernt werden sollen.
Beginnend mit dem Startspieler versuchen die Mitspieler reihum mit dem Stab jeweils einen Holzstamm aus dem Stapel zu schieben und so zu entfernen, ohne dass der Rest des Stapels sich bewegt oder zusammenfällt. Gelingt dies, ohne dass die Biberfigur verrutscht, kann der Spieler den Holzstamm nehmen und den Stab weitergeben. Verrutscht der Biber auf dem Stapel, sodass er nur auf einem Holzstamm steht oder gar liegt, muss der Spieler einen Meckerchip abgeben. Danach werden die in dem Zug entfernten Stämme zurückgelegt und der Biber wieder auf zwei Stämme auf den Stapel gestellt. Gibt ein Spieler seinen zweiten Meckerchip ab, scheidet er aus.
Das Spiel endet, wenn nur noch ein Spieler im Spiel ist, der noch mindestens einen Meckerchip besitzt. Der Spieler, der die meisten Stämme entfernt hat, gewinnt das Spiel. Bei einem Gleichstand gewinnt der Spieler, der noch die meisten Meckerchips hat.

## Versionen und Rezeption
Das Spiel Billy Biber wurde von dem deutschen Spieleautor Kai Haferkamp entwickelt und wurde zu den Internationalen Spieletagen 2008 bei dem deutschen Ravensburger Spieleverlag in einer deutschen, einer englischen („Log Jam“), einer französischen („Cata Castors!“) und einer niederländischen Version („Bert Bever“) veröffentlicht. 2009 folgte die Veröffentlichung in einer kleineren Schachtel als deutsche, französische und multilinguale Version.
Die Illustration beider Versionen übernahm das Unternehmen Kinetic, die Redaktion bei Ravensburger erfolgte 2008 durch Stefanie Fimpel und 2009 durch Monika Gohl.

## Belege
1. 1 2 3 4 5 6  Spieleanleitung Billy Biber, Ravensburger Spieleverlag 2008.
2. 1 2 3 4 5 6  Spieleanleitung Billy Biber, Ravensburger Spieleverlag 2009.
3. ↑  Billy Biber, Versionen bei BoardGameGeek. Abgerufen am 5. Januar 2019.
4. ↑  Billy Biber (Log Jam), Versionen bei BoardGameGeek. Abgerufen am 5. Januar 2019.